# Comuna Solonske, Drohobîci
Solonske (în ucraineană Солонське) este o comună în raionul Drohobîci, regiunea Liov, Ucraina, formată din satele Daleava și Solonske (reședința).

## Demografie
Componența lingvistică a comunei Solonske
     Ucraineană (99,75%)
     Alte limbi (0,17%)
Conform recensământului din 2001, majoritatea populației comunei Solonske era vorbitoare de ucraineană (99,75%), existând în minoritate și vorbitori de alte limbi.